# Violet Walrond
Violet Ethel Mary Walrond, née le 27 février 1905 à Auckland et morte le 17 décembre 1996 à Papakura, est une nageuse néo-zélandaise. Elle est la première athlète olympique féminine de la Nouvelle-Zélande.

## Biographie
Violet Walrond est la fille de Cecil "Tui" Walrond, un nageur réputé, qui a reçu un prix de la Royal Humane Society pour avoir sauvé onze personnes de la noyade. Il l'accompagne aux Jeux olympiques en tant que chaperon et entraîneur non officiel de l'équipe.
Violet et sa jeune sœur Edna Walrond, se retirent des compétitions de natation en 1923, alors que Violet est âgée de dix-huit ans. Elle déclare par la suite, avoir arrêté sa carrière sur ordre de leur père, qui estimait qu’elles étaient trop vues et populaires. Celui-ci leur interdit également de couper leurs cheveux longs,.
En 1933, Violet Walrond se marie avec Harold Robb. Elle décède en 1996 à Auckland.

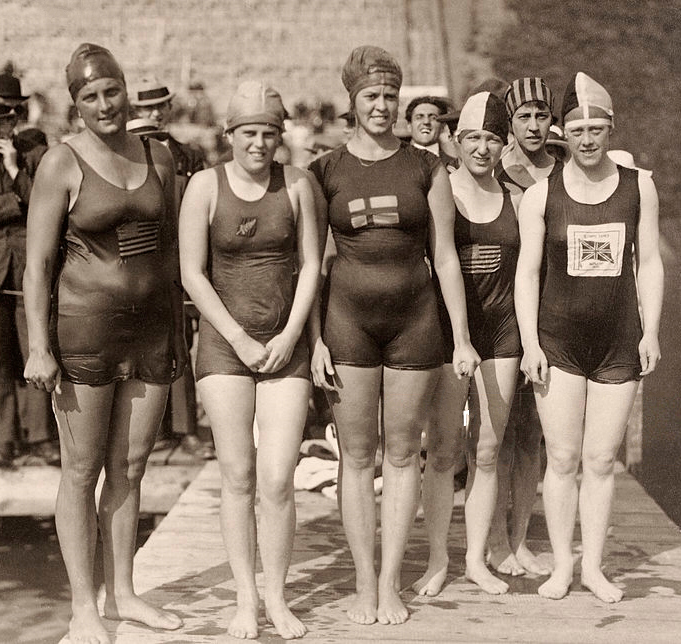
Ethelda Bleibtrey, Violet Walrond, Jane Gylling, Irene Guest, Frances Schroth et Constance Jeans lors des Jeux Olympiques d'été de 1920.

## Jeux Olympiques d’été de 1920
Violet Walrond représente la Nouvelle-Zélande lors des Jeux olympiques d'été de 1920 à Anvers, devenant ainsi la première athlète olympique féminine de Nouvelle-Zélande,. Âgée seulement de quinze ans, elle se distincte également comme la plus jeune nageuse des Jeux olympiques d'été de 1920,,.
Elle participe à deux épreuves, dont la course de cent mètres en nage libre, et termine cinquième lors de la finale non chronométrée, après s'être classée troisième de sa série avec un temps de 1:21. Dans l'épreuve de trois cent mètres nage libre, elle termine septième dans la finale non chronométrée, après avoir terminé deuxième de sa série en 5:04. Elle utilise le crawl comme nage libre,.
Les Jeux olympiques d’été de 1920, sont les seuls à avoir proposé une épreuve de trois cent mètres nage libre féminine, remplacée en 1924 par le quatre cent mètres nage libre.